# 澤田公寓
33°34′46.06″N 133°33′10.98″E / 33.5794611°N 133.5530500°E
澤田公寓座落於日本高知縣高知市薊野北町，是佔地約550坪，地上五層、地下一層的鋼筋水泥集合式住宅。其特殊之處在於此公寓完全由公寓的主人澤田夫婦以十多年時間自力興建而成，而非建築公司等專門業者興建。由於建物外觀看起來像軍艦島，又被稱為「軍艦島公寓」，也被與香港的九龍城寨相提並論而稱為「日本的九龍城」。
此住宅目前約有70戶共百餘人居住，居住者以「澤人」（澤Man，同時也是澤田公寓的簡稱）自居。由於此住宅的特殊之處，成為許多學者的研究題材，也有電視節目探訪過。但基於居住者安全及安寧，除非獲得住戶許可，一般人並無法任意入內參觀。